# Setaria paspalidioides
Setaria paspalidioides là một loài thực vật có hoa trong họ Hòa thảo. Loài này được Vickery miêu tả khoa học đầu tiên năm 1975.